# Harald Jerichau
Nikolaj Harald Adolph Jerichau (født 18. august 1851 i København, død 6. marts 1878 i Rom) var en dansk landskabsmaler, bror til Holger H. Jerichau.
Harald Jerichau er søn af kunstnerparret J.A. Jerichau og Elisabeth Jerichau Baumann. Han fik sin første uddannelse i tegning af arkitekt C.V. Nielsen, besøgte derpå i kort tid Kunstakademiets perspektivklasse i 1868, lærte at male hos F.C. Lund og Eiler Rasmussen Eilersen og rejste derpå med moren til Italien. 
I Rom blev han elev af Jean-Achille Benouville, den gang direktør for det franske akademi der. Han arbejdede flittigt hos denne i et halvt år, gjorde derpå en studierejse til Tyrkiet og Grækenland, var i 1871 et halvt år i Paris, hvor han ligeledes arbejdede meget flittigt. I 1872 var han atter i Konstantinopel, derpå et besøg i Danmark, så atter i Paris og Schweiz, indtil han i 1874 rejste med moren til Konstantinopel. 
|  |  |  | Fra sin tidligste ungdom havde han været forlovet med sin kusine Maria Kutzner, datter af gymnasiallærer i Hirschberg Theophilus Kutzner og Charlotte Agathe født Baumann, hans mors søster. Den unge pige rejste om vinteren alene til Konstantinopel, og de blev 20. marts 1875 gift der. Deres førstefødte søn døde tre måneder gammel. Forholdene i Konstantinopel var ugunstige, og de rejste til Neapel og omegn; efter at sorgens første heftighed havde givet plads for nye forhåbninger, gik imidlertid en forkølelse over til en heftig sygdom, der på få dage bortrev den unge hustru 7. november 1876. Jerichau var dybt nedbøjet, lige indtil at gruble på selvmord, men syntes dog at genvinde kraft og håb, da en heftig sygdom, tyfus og den italienske koldfeber, efter et længere sygeleje også bortrev ham midt i hans talents skønneste opblomstring 6. marts 1878 i Rom. |

## Udstillinger
Jerichau udstillede i København fra 1873-79, ganske vist kun få billeder, men arbejder der viste et talent, hvori forældrenes begavelse syntes at mødes, en modenhed og dygtighed i behandlingen af store billeder, der er usædvanlig i så ung en alder. Blandt de udstillede arbejder var i 1879 Sletten ved Sardes, hvortil han efter bestilling af brygger J.C. Jacobsen havde gjort studier på sine østerlandske rejser. Han fuldførte det i Rom, da ingen anede, at det så at sige skulle blive hans mindesmærke i Danmark. Det skænkedes af ejeren til Den Kongelige Malerisamling, hvor det nu er.
Han er begravet på den protestantiske kirkegård i Rom (no)

## Billeder
| - Værker af Harald Jerichau - Fra den romerske kampagne (sv), 1870 - Villa dei Quintili (sv) nær Via Appia, 1870 Nivaagaards Malerisamling - Kysten ved Sorrento, 1870 - Italiensk kystparti med fiskerbåd på stranden, 1870 - Både til ankers på Tiberen. I baggrunden Roms tage, 1871 - Ved bredden af Tiberen, 1871 |

| - Sydlandsk gadeparti med personer foran det lokale hotel "d'Angleterre". 1872 - Parthenon i Athen, 1873 - Flodparti med både. Mellem 1868 og 1878 - Fiskerbåde i golfen ved Neapel. Mellem 1868 og 1878 - Parti fra Konstantinopel, i baggrunden Den Blå Moske. Mellem 1870 og 1878 - Konstantins søjle (en), den egyptiske obelisk, Den Blå Moske og Hagia Sophia. Mellem 1872 og 1878 - Den lydiske slette nær Sardis (no), 1878 - Konstantinopel, uklar datering før 1878 |